# كثافة بعد المشبكي
كثافة بعد المشبكي (PSD) هي تخصص يتعلق بالكثافة البروتينية الملحقة بغشاء بعد المشبكي. وقد تم التعرف على كثافات بعد المشبكي بواسطة مجهر إلكتروني كمنطقة كثافة إلكترونية بغشاء خلايا بعد المشبكي العصبية. وتوجد كثافة بعد المشبكي بالقرب من المنطقة النشطة لقبل المشبكي وتضمن وجود المستقبلات على مقربة من أماكن إطلاق الناقلات العصبية قبل المشبكي. وتتنوع كثافات بعد المشبكي من حيث الحجم والتركيب بين مناطق المخ وقد تمت دراستها بشكل تفصيلي في نقاط الاشتباك العصبي الجلوتاميرجية. ولقد تم التعرف على مئات البروتينات في كثافة بعد المشبكي بما في ذلك مستقبلات الغلوتومات، والبروتينات المثبتة، والعديد من الجزيئات المرسلة للإشارات.

## الوظيفة
وقد تم اقتراح أن تقوم كثافة بعد المشبكي بالتركيز على مستقبلات الناقلات العصبية وتنظيمها في الشق المشبكي. كما تعمل كثافة بعد المشبكي كأجهزة لإرسال الإشارات. على سبيل المثال، يتم تنشيط الكناز والفسفات في كثافة بعد المشبكي وتحريرها منها لتغيير نشاط البروتينات الموجودة في العمود الفقري أو يتم نقلها للنواة كي تؤثر في تخليق البروتين. وتتشابه كثافة بعد المشبكي في بعض سماتها مع الموصل العصبي العضلي والموصلات الخلوية، حيث تمت نمذجة كثافة بعد المشبكي كموصل خلوي متخصص يسمح بإرسال سريع وغير متماثل للإشارات.

## الشكل
ولطالما كانت بنية كثافة بعد المشبكي وتركيبها محل تركيز العديد من الدراسات الجزيئية للتكثفية البلاستيكية، نموذج خلوي للتعلم والذاكرة. كما يتراوح حجم كثافة بعد المشبكي ما بين 250 و500 نانومتر في القصر ومن 25 إلى 50 نانومتر في السماكة، بحسب حالة نشاط المشبك.

### التركيب
العديد من البروتينات في كثافة بعد المشبكي تشارك في تنظيم الوظيفة المشبكية. ومن بين أهم هذه البروتينات، كثافة بعد المشبكي-95 (PSD95)، ونيروليجين (neuroligin) (جزيء التصاق خلوي)، ومستقبلات ميثيل الإسبرتات (NMDA receptors)، مستقبلات ميثيل الفوسفونيك (AMPA receptors)، والأكتين وثاني الكيناز الذي يعتمد على الكالسيوم/كالمودولين. وبزيادة حساسية تقنيات الكشف عن البروتين، كما هو الحال مع تحسينات تقنيات قياس الطيف الكتلي (mass spectrometry)، تم عزو العديد من البروتينات إلى كثافة بعد المشبكي. فالتقديرات الحالية أكبر من مئات من البروتينات التي وجدت في كثافات بعد المشبكي بين مناطق المخ وأثناء الحالات المختلفة للنشاط الإنمائي والمشبكي. كما تحتوي كثافات بعد المشبكي على جزيئات اندماج الخلايا ومجموعة متنوعة من بروتينات الإشارات الأخرى. ويحتوي العديد من بروتينات كثافة بعد المشبكي على مجالات نطيقة بعد المشبكي الكابتة للورم (PDZ).

## وصلات خارجية
- Postsynaptic Density- Cell Centered Database
- The postsynaptic density
- Molecular Composition of the Postsynaptic Density

### نظرة عامة
- Kennedy MB (يونيو 1997). "The postsynaptic density at glutamatergic synapses". Trends in Neuroscience. ج. 20 ع. 6: 264–268. DOI:10.1016/S0166-2236(96)01033-8. PMID:9185308.
- Ziff EB (ديسمبر 1997). "Enlightening the postsynaptic density". Neuron. ج. 19 ع. 6: 1163–74. DOI:10.1016/S0896-6273(00)80409-2. PMID:9427241.
- Kennedy MB (أكتوبر 2000). "Signal-processing machines at the postsynaptic density". Science. ج. 290 ع. 5492: 750–4. DOI:10.1126/science.290.5492.750. PMID:11052931.

### التركيب والبنية
- Banker G, Churchill L, Cotman CW (نوفمبر 1974). "PROTEINS OF THE POSTSYNAPTIC DENSITY". J. Cell Biol. ج. 63 ع. 2 Pt 1: 456–65. DOI:10.1083/jcb.63.2.456. PMC:2110954. PMID:4419608.{{استشهاد بدورية محكمة}}:  صيانة الاستشهاد: أسماء متعددة: قائمة المؤلفين (link)
- Cohen RS, Blomberg F, Berzins K, Siekevitz P (يوليو 1977). "The structure of postsynaptic densities isolated from dog cerebral cortex: I. overall morphology and protein composition". J. Cell Biol. ج. 74 ع. 1: 181–203. DOI:10.1083/jcb.74.1.181. PMC:2109867. PMID:194906.{{استشهاد بدورية محكمة}}:  صيانة الاستشهاد: أسماء متعددة: قائمة المؤلفين (link)
- Blomberg F, Cohen RS, Siekevitz P (يوليو 1977). "The structure of postsynaptic densities isolated from dog cerebral cortex: II. characterization and arrangement of some of the major proteins within the structure". J. Cell Biol. ج. 74 ع. 1: 204–25. DOI:10.1083/jcb.74.1.204. PMC:2109869. PMID:406264.{{استشهاد بدورية محكمة}}:  صيانة الاستشهاد: أسماء متعددة: قائمة المؤلفين (link)
- Walikonis RS, Jensen ON, Mann M, Provance DW, Mercer JA, Kennedy MB (يونيو 2000). "Identification of proteins in the postsynaptic density fraction by mass spectrometry". J. Neurosci. ج. 20 ع. 11: 4069–80. PMID:10818142.{{استشهاد بدورية محكمة}}:  صيانة الاستشهاد: أسماء متعددة: قائمة المؤلفين (link)
- Peng J, Kim MJ, Cheng D, Duong DM, Gygi SP, Sheng M (مايو 2004). "Semiquantitative proteomic analysis of rat forebrain postsynaptic density fractions by mass spectrometry". J. Biol. Chem. ج. 279 ع. 20: 21003–11. DOI:10.1074/jbc.M400103200. PMID:15020595.{{استشهاد بدورية محكمة}}:  صيانة الاستشهاد: أسماء متعددة: قائمة المؤلفين (link) صيانة الاستشهاد: دوي مجاني غير معلم (link)
- Jordan BA, Fernholz BD, Boussac M؛ وآخرون (سبتمبر 2004). "Identification and verification of novel rodent postsynaptic density proteins". Mol. Cell Proteomics. ج. 3 ع. 9: 857–71. DOI:10.1074/mcp.M400045-MCP200. PMID:15169875. {{استشهاد بدورية محكمة}}: Explicit use of et al. in: |مؤلف= (مساعدة)صيانة الاستشهاد: أسماء متعددة: قائمة المؤلفين (link) صيانة الاستشهاد: دوي مجاني غير معلم (link)
- Baron MK, Boeckers TM, Vaida B؛ وآخرون (يناير 2006). "An architectural framework that may lie at the core of the postsynaptic density". Science. ج. 311 ع. 5760: 531–5. DOI:10.1126/science.1118995. PMID:16439662. {{استشهاد بدورية محكمة}}: Explicit use of et al. in: |مؤلف= (مساعدة)صيانة الاستشهاد: أسماء متعددة: قائمة المؤلفين (link)
- Collins MO, Husi H, Yu L؛ وآخرون (أبريل 2006). "Molecular characterization and comparison of the components and multiprotein complexes in the postsynaptic proteome". J. Neurochem. ج. 97 ع. Suppl 1: 16–23. DOI:10.1111/j.1471-4159.2005.03507.x. PMID:16635246. {{استشهاد بدورية محكمة}}: Explicit use of et al. in: |مؤلف= (مساعدة)صيانة الاستشهاد: أسماء متعددة: قائمة المؤلفين (link)
- Alié Alexandre, Manuel Michaël (فبراير 2010). "The backbone of the post-synaptic density originated in a unicellular ancestor of choanoflagellates and metazoans". BMC Evol. Biol. ج. 10: 34. DOI:10.1186/1471-2148-10-34. PMC:2824662. PMID:20128896.{{استشهاد بدورية محكمة}}:  صيانة الاستشهاد: دوي مجاني غير معلم (link)